# Alfred Tzschach
Alfred Tzschach (* 1931; † 1989) war ein deutscher Chemiker.
Tzschach promovierte 1959 an der Universität Jena bei Kurt Issleib (Synthese von Alkaliphosphorverbindungen und deren Reaktivität gegenüber Benzophenon) und ging mit Issleib an die Martin-Luther-Universität Halle-Wittenberg, wo er sich 1965 habilitierte (Zur Synthese und Reaktivität Arsen-substituierter Alkaliorganoarsenide) und 1968 Professor wurde. 1972 bis 1975 leitete er die Sektion Chemie und 1980 wurde er Prorektor für Naturwissenschaften der Universität Halle-Wittenberg, was er bis zu seinem Tod blieb.
Er synthetisierte unabhängig von Gerd Becker und Lothar Weber als einer der Ersten Arsaalkene. Später befasste er sich mit organischen Zinnverbindungen und einem neuen auf der Mannich-Reaktion basierenden Synthesekonzept in der Phosphan-Chemie.
1986 erhielt er die Clemens-Winkler-Medaille.

## Schriften
- mit Joachim Heinecke: Arsenheterocyclen, VEB Deutscher Verlag für Grundstoffindustrie, Leipzig 1978